# المصرية العالمية للطيران
المصرية العالمية للطيران هي شركة طيران مصرية خاصة، يقع مقرها الرئيسي في العاصمة القاهرة، وتتخذ من مطار شرم الشيخ الدولي مركزًا رئيسيًا لعملياتها، بالإضافة إلى مطار الغردقة الدولي، تأسست الشركة عام 2008 وبدأت عملياتها رسمياً في يوليو 2009، تقدم المصرية العالمية للطيران خدماتها حاليًا إلى ستة وجهات، وتخطط الشركة لتسيير رحلات منتظمة إلى 18 وجهة أخرى في دول شمال أفريقيا، الخليج العربي وأوروبا، وبهذا تكون المصرية العالمية للطيران أول شركة طيران يمتلكها القطاع الخاص المصري تقوم بتسيير رحلات طيران منتظمة وغير منتظمة (عارضة)، إذ أن جميع شركات الطيران العاملة في مصر حالياً تسّير رحلات عارضة غير منتظمة.
تعداداً للسكان وحيث يفد عليها السياح لزيارة الأهرامات وشواطيء البحر الأحمر". وأضاف قائلاً "بناءً على توجه الشركة الاقتصادي الذي يرتكز على القيمة المقدمة مقابل الثمن، وستوفر المصرية تذاكر بأسعار منافسة وتعتمد سياسة توزيع خدماتية فعالة ومركزة. كما ستتبع الشركة نهجاً ثابتاً في خدماتها وتحرص على تأمين خدمة ممتازة للزبائن، وستسعى أيضاً إلى الاستحواذ على حصة من رحلات المتابعة العالمية"، وتابع قائلاً: "نطمح بأن نصبح أحد أبرز الخطوط الجوية الاقتصادية في العالم، وهذا الهدف لا يمكن تحقيقه سوى باعتماد توجّه مُبتكر يقدم قيمة هائلة مقابل الثمن، بالإضافة إلى تشغيل آمن واعتمادي للرحلات الجوية"، ووقعت الشركة عقد لصيانة طائراتها مع شركة مصر للطيران للصيانة والأعمال الفنية.و تعد المصرية العالمية للطيران أول شركة طيران اقتصادى ناجح جدا ومتميز في سماء الطيران كما ان عليها ضغط كبير من المسافرين مما يضعها في المرتبة الأولى في شركات الطيران الاقتصادية المصرية وتتميز بخددمات ممتازة وبراحة تامة.

## الوجهات
تنطلق رحلات المصرية العالمية للطيران من أكثر من مركز للعمليات، وفيما يلي وجهات الشركة في ديسمبر 2009:
- الإسكندرية (مطار برج العرب الدولي).
  -  بنغازي (مطار بنينة الدولي).
  -  الكويت (مطار الكويت الدولي)
  -  روما (مطار ايطالياالدولي).
  -  جدة (مطار الملك عبد العزيز الدولي).
- أسيوط (مطار أسيوط الدولي).
  -  مدينة تبوك (مطار الأمير سلطان بن عبد العزيز الإقليمي).
- الأقصر (مطار الأقصر الدولي).
  -  الكويت (مطار الكويت الدولي).
- القاهرة (ميناء القاهرة الجوي).
  -  مدينة تبوك (مطار الأمير سلطان بن عبد العزيز الإقليمي).
  -  ينبع (مطار الأمير عبد المحسن بن عبد العزيز المحلي).
  -  أبها (مطار أبها الإقليمي).
  -  جدة (مطار الملك عبد العزيز الدولي).
  -  القصيم (مطار الأمير نايف بن عبد العزيز الدولي).
  -  الطائف (مطار الطائف الدولي).

## الأسطول
أسطول المصرية العالمية للطيران
| نوع الطائرة     | المجموع | عدد الركاب (الدرجة الاقتصادية) | رجال الأعمال | ملاحظات |
| --------------- | ------- | ------------------------------ | ------------ | ------- |
| إيرباص A320-200 | 2       | 156                            | 8            |         |
| إيرباص A321     | 2       | 176                            | 12           |         |